# Now or Never (álbum)
Now or Never é o álbum de estreia de estúdio do cantor estadunidense Nick Carter, lançado em 29 de outubro de 2002 pela Jive Records. Os singles "Help Me", "Do I Have to Cry for You?" e "I Got You" foram retirados do álbum, com "Help Me" atingindo a posição de número nove pela parada Canadian Singles Chart. O lançamento de Now or Never levou o álbum a atingir seu pico de número dezessete pela Billboard 200, vendendo setenta mil cópias em sua primeira semana. Para a sua divulgação, Carter realizou a turnê Now or Never Tour.

## Antecedentes e produção
Após o encerramento das atividades promocionais do Backstreet Boys, que incluiu sua turnê Black & Blue Tour (2001), Carter pode se concentrar na produção de seu primeiro álbum de estúdio. Em fevereiro de 2002, ele iniciou as gravações do material a ser incluído no projeto. No mesmo ano, o Backstreet Boys expressou um forte desejo de deixar sua empresa de administração, a The Firm. Porém Carter optou por permanecer com eles para gerenciar sua carreira solo. Paralelamente a isso, enquanto o grupo começou a trabalhar no material para seu novo álbum de estúdio sem ele, Carter focou-se em produzir seu primeiro álbum solo.
O álbum recebeu o título de Now or Never, porque Carter considerou ser aquele o momento certo para a seu lançamento, ao todo, 37 faixas foram compostas por ele em conjunto com outros compositores, em julho de 2002, foi noticiado que ajustes finais estavam sendo realizados e que Carter estava determinando sobre qual seria o seu primeiro single. Ao todo 12 canções foram escolhidas como as faixas finais do álbum. 
A produção de Now or Never difere-se das realizadas pelo Backstreet Boys, seguindo uma direção menos grandiosa e é voltada ao pop-rock, o qual foi notada como possuindo características dos anos 80. Guitarras, bateria e baixo fornecem a maior parte de sua instrumentação, e os vocais de Carter são colocados na frente e no centro das canções. A respeito da escolha de Carter em centrar-se em canções orientadas ao pop-rock ele comentou: "Gosto de não sair como todos esperariam. Tenho certeza de que todos pensaram que seria tão fácil para eu fazer exatamente o que eu fiz antes, mas por que, quando você pode experimentar? Eu amo rock, então o álbum tem um sabor de rock. Mas não posso dizer que o futuro não seria diferente, que eu não teria outros sabores e faria algo diferente. Eu meio que me considero um camaleão na música. Adoro todos os tipos de música".

## Lista de faixas
| Now or Never - edição padrão |                                                    |                                                                  |                                         |         |  |
| N.º                          | Título                                             | Compositor(es)                                                   | Produtor(es)                            | Duração |  |
| 1.                           | "Help Me"                                          | Matthew Gerrard • Michele Vice-Maslin                            | Matthew Gerrard                         | 3:09    |  |
| 2.                           | "My Confession"                                    | Nick Carter • Gary Clark • Martin Brammer                        | Gary Clark • Martin Brammer             | 3:50    |  |
| 3.                           | "I Stand for You"                                  | Carter • Brian Kierulf • Josh Schwartz                           | Brian Kierulf • Josh Schwartz           | 3:07    |  |
| 4.                           | "Do I Have to Cry for You?"                        | Carter • Kierulf • Schwartz                                      | Brian Kierulf • Josh Schwartz           | 3:37    |  |
| 5.                           | "Girls in the USA" (com participação de Mr. Vegas) | Carter • Kierulf • Schwartz                                      | Steve Mac                               | 4:07    |  |
| 6.                           | "I Got You"                                        | Max Martin • Rami Yacoub                                         | Max Martin • Rami Yacoub                | 3:57    |  |
| 7.                           | "Is It Saturday Yet?"                              | Carter • Clark • Brammer • Stephen Lunt                          | Gary Clark • Martin Brammer             | 3:14    |  |
| 8.                           | "Blow Your Mind"                                   | Martin • Yacoub • Per Aldeheim                                   | Max Martin • Rami Yacoub • Per Aldeheim | 3:34    |  |
| 9.                           | "Miss America"                                     | Anna-Lena Gibson • Mark Taylor • Steve Lee                       | Mark Taylor                             | 3:55    |  |
| 10.                          | "I Just Wanna Take You Home"                       | Martin • Yacoub • Aldeheim                                       | Max Martin • Rami Yacoub • Aldeheim     | 2:55    |  |
| 11.                          | "Heart Without a Home (I'll Be Yours)"             | Steve Mac • Wayne Hector                                         | Steve Mac                               | 4:46    |  |
| 12.                          | "Who Needs the World?"                             | Charlie Midnight • Graham Edwards • Lauren Christy • Scott Spock | The Matrix                              | 3:30    |  |
| Duração total:               | Duração total:                                     | Duração total:                                                   | Duração total:                          | 43:42   |  |

| Now or Never - faixas bônus da edição internacional |                  |                                                          |                            |         |  |
| N.º                                                 | Título           | Compositor(es)                                           | Produtor(es)               | Duração |  |
| 13.                                                 | "Scandalicious"  | Carter • Daniel Gibson • Douglas Carr • Julius Bengtsson | Douglas Carr               | 2:54    |  |
| 14.                                                 | "End of Forever" | Carter • Guy Chambers                                    | Guy Chambers • Steve Power | 3:48    |  |

| Now or Never - faixas bônus da edição japonesa |                 |                                                          |                 |         |  |
| N.º                                            | Título          | Compositor(es)                                           | Produtor(es)    | Duração |  |
| 13.                                            | "Scandalicious" | Carter • Daniel Gibson • Douglas Carr • Julius Bengtsson | Douglas Carr    | 2:54    |  |
| 14.                                            | "Forever Rebel" | Carter • Wayne Johnson • Phil Thornalley                 | Phil Thornalley | 3:48    |  |

| Now or Never - DVD bônus da edição especial CD+DVD |                              |         |  |
| N.º                                                | Título                       | Duração |  |
| 1.                                                 | "Nick at the Beach"          |         |  |
| 2.                                                 | "Nick Classic Car Interview" |         |  |
| 3.                                                 | "Nick in Stockholm"          |         |  |
| 4.                                                 | "Weblink"                    |         |  |

## Desempenho nas tabelas musicais
Now or Never foi lançado em 29 de outubro de 2002 e alcançou a posição de número dezessete pela Billboard 200, recebendo mais tarde a certificação ouro nos Estados Unidos, Canadá e Japão. 